# Пирайнен, Анастасия Евгеньевна
Анастасия Евгеньевна Пирайнен (до 2023 — Пестова; род. 17 декабря 1997, Череповец, Вологодская область) — российская волейболистка, либеро. Мастер спорта России.

## Биография
Начала заниматься волейболом в череповецкой СДЮСШОР у тренера А.Федосовой. В 2014 году принята в фарм-команду ВК «Северянка», за которую выступала два сезона. Затем перешла в курский «ЮЗГУ-Политех» (с 2017 — «ЮЗГУ-Атом»), а в 2019 — в «Енисей», в составе которого дебютировала в суперлиге чемпионата России. В 2021 заключила контракт с «Ленинградкой», а в 2025 перешла в калининградский «Локомотив». 
В начале своей игровой карьеры выступала на позиции нападающей-доигровщицы, но в 2016 окончательно определилось амплуа волейболистки в качестве либеро.

### Клубная карьера
- 2014—2016 —  «Северянка»-2 (Череповец) — высшая лига «Б»;
- 2016—2019 —  «ЮЗГУ-Политех»/«ЮЗГУ-Атом» (Курск) — высшая лига «А»;
- 2019—2021 —  «Енисей» (Красноярск) — суперлига.
- с 2021 —  «Ленинградка» (Санкт-Петербург) — суперлига;
- с 2025 —  «Локомотив» (Калининград) — суперлига.

## Достижения
- бронзовый призёр чемпионата России 2024.
- двукратный серебряный призёр розыгрышей Кубка России — 2023, 2024.
- двукратный бронзовый призёр чемпионатов России среди команд высшей лиги «А» — 2017, 2018.
- серебряный призёр розыгрыша Кубка Сибири и Дальнего Востока 2020.

## Личная жизнь
4 июня 2023 года вышла замуж за волейболиста ВК «Динамо-ЛО» Сергея Пирайнена.